# Мішель Серро
Міше́ль Серро́ (фр. Michel Serrault; 24 січня 1928, Брюнуа, Франція — 29 липня 2007, Онфлер, Франція) — французький актор.

## Життєпис
Мішель Серро народився 24 січня 1928 року в Брюнуа, (департамент Есон, Франція). Його батько працював в місцевому театрі одним з директорів вдень і білетером увечері. Мішель грав комічні ролі ще в ліцейному театрі. Після закінчення ліцею навчався в Драматичному центрі на вулиці Бланш в Парижі, намагався поступити до Консерваторії драматичного мистецтва, але його не було прийнято.
Після закінчення військової служби в авіації, куди Серро було призвано у 1948 році, він, повернувшись до Парижу, починає театральну кар'єру як актор і співак в трупі Робера Дері.
У 1952 році відбулося його знайомство з Жаном Пуаре, в дуеті з яким Серро з величезним успіхом працював в кабаре-театрі, розігруючи авторські комедійні скетчі.
Перші кіноролі Мішеля Серро були головно продовженням його роботи в кабаре: разом з Дері він грає в комедіях «Ax, прекрасні вакханки»! і «Прекрасна американка», з Пуаре — в «Убивці і злодії», підіграє де Фюнесу у стрічках «Під місячним світлом в Мобеже», «Ми поїдемо в Довіль», «Ланцюгова реакція (Карамболь)», «.І в сиру землю лягти». Численні гострохарактерні ролі трохи не зробили його полоненим однієї комедійної маски. Проте, від ролі до ролі відточуючи майстерність, Серро до середини 1970-х досягає рівня гри, яка знаходить визнання не лише у глядацької аудиторії, але і у колег по професії. Справжнім тріумфом Серро-коміка стає роль трансвестита Заза, зіграна ним у виставі «Клітка для диваків», а потім — і в однойменному фільмі. Придуманий і поставлений Жаном Пуаре в 1973 році спектакль про немолоду одностатеву парочку витримав 900 показів і зібрав в цілому 1,8 мільйона глядачів. У 1978 році «Клітку» переніс на екран Едуар Молінаро, замінивши Пуаре в ролі «чоловіка» Заза на Уго Тоньяцці. Стрічка мала значний успіх, номінувалася на «Оскар», а Серро отримав за неї свій перший «Сезар». Пізніше були зняті два сиквели цієї популярної комедії, причому за «Клітку для диваків» — 2 актори знову були номіновані на «Сезара».
Наприкінці 1970-х Серро рішуче виходить за рамки комедійного жанру, починаючи грати в психологічних і кримінальних драмах характери на межі психопатології. Актора тепер цікавлять персонажі з «подвійним дном»: доброчесний обиватель, що зіштовхнув свою дружину у вікно («Орел або решка») або «присвоїв» собі чужу, користуючись її амнезією («Приготуйте ваші носовички»), блискучий нотаріус, що зізнається у вбивстві, якого не здійснював («Під попереднім слідством», другий «Сезар» Серро). Можливо, однією з причин зміни амплуа став незмірний особистий біль, пережитий в цей час актором: Серро одружений з жінкою, яку зустрів ще наприкінці 40-х, у них були дві доньки — Наталі і Кароліна, і у 1977-му Кароліна померла.
Незважаючи на похилий вік, Серро продовжував активно працювати в кіно і в 1990-ті, і на початку нового століття. Кількість зіграних ним кіноролей наближається до 150. У 1995 році він отримав свого третього «Сезара» за роль у фільмі Клода Соте «Неллі та пан Арно».
Серро помер від раку 29 липня 2007 року у себе удома у французькому місті Онфлер. Спочатку похований на цвинтарі в Онфлері. У 2009 році його було перепоховано на кладовищі Ансьєн (5-а ділянка) в Нейі-сюр-Сен разом з донькою Кароліною і дружиною Нітою.

## Фільмографія
За свою кар'єру Мішель Серро знявся у 158-ти кіно- та телефільмах.
| Рік  |    | Українська назва                                           | Оригінальна назва                                                 | Роль                                          |
| ---- | -- | ---------------------------------------------------------- | ----------------------------------------------------------------- | --------------------------------------------- |
| 1954 | ф  | Ах! Ці прекрасні вакханки                                  | Ah! Les belles bacchantes                                         | Мосьє Серро - трубач                          |
| 1954 | ф  | Відьми                                                     | Les diaboliques                                                   | Мосьє Раймон, учитель                         |
| 1954 | тф | Замора                                                     | Zamore                                                            |                                               |
| 1956 | ф  | Це прокляте дівчисько                                      | Cette sacrée gamine                                               | другий інспектор                              |
| 1956 | ф  | Життя прекрасне                                            | La vie est belle                                                  | продавець                                     |
| 1956 | ф  | Кошмар для дам                                             | La terreur des dames                                              | жандарм                                       |
| 1956 | ф  | Обожнювані демони                                          | Adorables démons                                                  | Jacques Willis Senior                         |
| 1956 | ф  | Вбивці і злодії                                            | Assassins et voleurs                                              | Albert Le Cagneux                             |
| 1957 | кф | І це також Париж                                           | Ça aussi c'est Paris                                              | репортер                                      |
| 1957 | ф  | Наївний з сорока дітьми                                    | Le naïf aux 40 enfants                                            | Жан-Франсуа Робіньяк                          |
| 1958 | кф | Музей Гревен                                               | Musée Grévin                                                      | відвідувач                                    |
| 1958 | ф  | Клара і лиходії                                            | Clara et les méchants                                             | La Parole                                     |
| 1959 | ф  | Що декларуватимемо?                                        | Vous n'avez rien à déclarer?                                      | доктор Кузвн                                  |
| 1959 | ф  | Канцелярські щури                                          | Messieurs les ronds de cuir                                       | куратор музею                                 |
| 1959 | ф  | О, що за мамбо!                                            | Oh! Qué mambo                                                     | інспектор Відалі                              |
| 1959 | ф  | Ніна                                                       | Nina                                                              | Жерар Блонвіль                                |
| 1960 | ф  | Кандид або оптимізм                                        | Candide ou l'optimisme au XXe siècle                              | поліцейський                                  |
| 1960 | ф  | Француженка і кохання                                      | La française et l'amour                                           | адвокат Даніелле                              |
| 1961 | ф  | Моя дружина — пантера                                      | Ma femme est une panthère                                         | м'ясник                                       |
| 1961 | ф  | Прекрасна американка                                       | La belle Américaine                                               | Шово, волоцюга                                |
| 1962 | ф  | Ми поїдемо в Довіль                                        | Nous irons à Deauville                                            | Люсьєн Моро                                   |
| 1962 | ф  | Чотири істини                                              | Les quatre vérités                                                | Корбо                                         |
| 1962 | ф  | Під світлом місяця в Мобежі                                | Un clair de lune à Maubeuge                                       | Шарпентьє, викладач                           |
| 1962 | ф  | Як досягти успіху у коханні                                | Comment réussir en amour                                          | комісар                                       |
| 1962 | ф  | Нікчемна думка                                             | La gamberge                                                       | Петрарка                                      |
| 1962 | ф  | Відпочинок воїна                                           | Le repos du guerrier                                              | Варанж                                        |
| 1963 | ф  | Бебер-мандрівник                                           | Bébert et l'omnibus                                               | Бертуен                                       |
| 1963 | ф  | Ланцюгова реакція                                          | Carambolages                                                      | комісар Баду                                  |
| 1964 | ф  | Полювання на чоловіка                                      | La chasse à l'homme                                               | Гастон Лартуа                                 |
| 1964 | ф  | Ревнивий як тигр                                           | Jaloux comme un tigre                                             | Мосьє Луро                                    |
| 1964 | ф  | Клементін, люба                                            | Clémentine chérie                                                 | судовий пристав                               |
| 1964 | ф  | Гра в ящик                                                 | Des pissenlits par la racine                                      | Жером                                         |
| 1964 | ф  | Огрядні люди, або Як понизити свою вагу без втрати апетиту | Les durs à cuire ou Comment supprimer son prochain sans perdre... | Росіньйоль, приватний детектив                |
| 1964 | ф  | Як вам моя сестра?                                         | Comment trouvez-vous ma soeur?                                    | Варанже                                       |
| 1965 | ф  | Маленький монстр                                           | Le petit monstre                                                  | Валет                                         |
| 1965 | ф  | Прилипали                                                  | Les enquiquineurs                                                 | Мартін - учитель                              |
| 1965 | ф  | Коли пролітають фазани                                     | Quand passent les faisans                                         | Ріберо                                        |
| 1965 | ф  | Голова клієнта                                             | La tête du client                                                 | Gaston Berrien, Monsieur Max                  |
| 1965 | ф  | Я і сорокарічні чоловіки                                   | Moi et les hommes de 40 ans                                       | Бенешоль                                      |
| 1965 | ф  | Сприятливий випадок                                        | La bonne occase                                                   | Hutin                                         |
| 1965 | ф  | Базіки                                                     | Les baratineurs                                                   | Анрі                                          |
| 1965 | ф  | Сто штук і ганчірки                                        | Cent briques et des tuiles                                        | Méloune                                       |
| 1965 | ф  | Двоспальне ліжко                                           | Le lit à deux places                                              | Альберт                                       |
| 1966 | ф  | Чирвовий король                                            | Le roi de coeur                                                   | Мосьє Марсель                                 |
| 1966 | ф  | Пахан Шампіньоля                                           | Le caïd de Champignol                                             | Гектор                                        |
| 1966 | ф  | Пройдисвіти                                                | Les combinards                                                    | батько Люсіль                                 |
| 1967 | ф  | Божевільний з лабораторії 4                                | Le fou du labo IV                                                 | Граньє                                        |
| 1967 | ф  | Легкий курок                                               | Du mou dans la gâchette                                           | зброяр                                        |
| 1967 | ф  | Великий безлад                                             | Le grand bidule                                                   | Pounet                                        |
| 1967 | ф  | Супутники Маргаритки                                       | Les compagnons de la marguerite                                   | інспектор Папен                               |
| 1968 | тф | Міщанин у дворянстві                                       | Le bourgeois gentilhomme                                          | Мосьє Журдан                                  |
| 1968 | ф  | Усе вщент                                                  | À tout casser                                                     | Альдо Морені                                  |
| 1968 | ф  | Хто в сім'ї хазяїн                                         | Ces messieurs de la famille                                       | Габріель Пелетьє                              |
| 1969 | ф  | Звіть мене Матільда                                        | Appelez-moi Mathilde                                              | Франсуа                                       |
| 1969 | ф  | Прекрасний аромат грошей                                   | Un merveilleux parfum d'oseille                                   | комісар Ле Гак                                |
| 1970 | ф  | Зі свободою за спиною                                      | La liberté en croupe                                              | Paul Cérès                                    |
| 1970 | ф  | Ці мосьє із стволами                                       | Ces messieurs de la gâchette                                      | Габріель Пелетьє                              |
| 1971 | ф  | Що примушує крокодилів втікати?                            | Qu'est-ce qui fait courir les crocodiles?                         | Алілл                                         |
| 1971 | ф  | Вечірній крик баклана над джонками                         | Le cri du cormoran, le soir au-dessus des jonques                 | Альфред Мулане                                |
| 1972 | тф | Сьогодні в Парижі                                          | Aujourd'hui à Paris                                               |                                               |
| 1972 | ф  | Усі прекрасні, усі милі                                    | Tout le monde il est beau, tout le monde il est gentil            | Марсель Жолін                                 |
| 1972 | ф  | Довічна рента                                              | Le viager                                                         | Луї Мартіне                                   |
| 1972 | ф  | Вбивство є вбивство                                        | Un meurtre est un meurtre                                         | комісар Плув'є, суперіндендант                |
| 1973 | ф  | Гаспари                                                    | Les gaspards                                                      | Жан-Поль Ронден                               |
| 1973 | ф  | Великий переполох                                          | Le grand bazar                                                    | Фелікс Бокан                                  |
| 1973 | ф  | Гарненька справа                                           | La belle affaire                                                  | Поль                                          |
| 1973 | ф  | Я хотіти за це бабки                                       | Moi y'en a vouloir des sous                                       | Леон                                          |
| 1974 | ф  | У савана немає кишень                                      | Un linceul n'a pas de poches                                      | Жюстін Блеш                                   |
| 1974 | ф  | Підходяща пика                                             | La gueule de l'emploi                                             | інспектор поліції / людина в різних іпостасях |
| 1974 | ф  | Руку на відсікання                                         | la main à couper                                                  | Едуар Генріко                                 |
| 1974 | ф  | Китайці в Парижі                                           | Les Chinois à Paris                                               | Grégoire Montclair                            |
| 1975 | ф  | Не потрібно мовчати тому, що нічого сказати                | C'est pas parce qu'on a rien à dire qu'il faut fermer sa gueul... | Макс                                          |
| 1975 | ф  | Операція Леді Марлен                                       | Opération Lady Marlène                                            | Пауло                                         |
| 1975 | ф  | Червоний ібіс                                              | L'Ibis rouge                                                      | Jérémie                                       |
| 1976 | ф  | Король шахраїв                                             | Le roi des bricoleurs                                             | Бордін                                        |
| 1976 | ф  | Ситуація складна, але не безнадійна                        | La situation est grave... mais pas désespérée                     | Жан-П'єр Мазар                                |
| 1977 | ф  | Приготуйте ваші носовички                                  | Préparez vos mouchoirs                                            | сусід                                         |
| 1977 | тф | Той, що проходить крізь стіни                              | Le passe-muraille                                                 | Dutilleul                                     |
| 1978 | ф  | Клітка для диваків                                         | La cage aux folles                                                | Альбен (Заза Наполі)                          |
| 1978 | ф  | Чужі гроші                                                 | L'argent des autres                                               | Miremont                                      |
| 1979 | ф  | Обличчя іншого                                             | La gueule de l'autre                                              | Martial Perrin, Gilbert Brossard              |
| 1979 | ф  | Дух сім'ї                                                  | L'esprit de famille                                               | доктор Шарль Моро                             |
| 1979 | ф  | Партнер                                                    | L'associé                                                         | Жульєн Пардо                                  |
| 1980 | ф  | Клітка для диваків 2                                       | La cage aux folles II                                             | Альбен (Заза Наполі)                          |
| 1980 | ф  | Вовк і агнець                                              | Il lupo e l'agnello                                               | Леон                                          |
| 1980 | ф  | Орел або решка                                             | Pile ou face                                                      | Едуар Морле                                   |
| 1981 | ф  | Мальвіль                                                   | Malevil                                                           | Емануель Комте                                |
| 1981 | ф  | Під попереднім слідством                                   | Garde à vue                                                       | Жером / Шарль / Еміль Мартіно                 |
| 1982 | ф  | Без чверті два до нашої ери                                | Deux heures moins le quart avant Jésus-Christ                     | Сезар                                         |
| 1982 | ф  | Сорокові, що ревуть                                        | Les quarantièmes rugissants                                       | Себастьєн Бараль                              |
| 1982 | ф  | Примари капелюшника                                        | Les fantômes du chapelier                                         | Леон Лаббе                                    |
| 1982 | ф  | Нестор Бурма, детектив-шок                                 | Nestor Burma, détective de choc                                   | Нестор Бурма                                  |
| 1983 | ф  | Смертельна поїздка                                         | Mortelle randonnée                                                | Бовуа                                         |
| 1984 | ф  | Дагобер                                                    | Le bon roi Dagobert                                               | Отаріус                                       |
| 1984 | ф  | Убити рефері                                               | À mort l'arbitre                                                  | Ріко                                          |
| 1984 | ф  | Така моя воля                                              | Le bon plaisir                                                    | міністр внутрішніх справ                      |
| 1985 | ф  | Клітка для диваків 3: Весілля                              | La cage aux folles 3 - 'Elles' se marient                         | Альбен (Заза Наполі)                          |
| 1985 | ф  | Свобода, рівність, кисла капуста                           | Liberté, égalité, choucroute                                      | Луї XVI                                       |
| 1985 | ф  | Королі жарту                                               | Les rois du gag                                                   | Гаєтан, Робер Велсон                          |
| 1985 | ф  | Двічі не помирають                                         | On ne meurt que deux fois                                         | інспектор Робер                               |
| 1986 | ф  | Той, що сподобився дива                                    | Le miraculé                                                       | Рональд Фокс Терьє                            |
| 1986 | ф  | Мій зять убив мою сестру                                   | Mon beau-frère a tué ma soeur                                     | Octave Clapoteau                              |
| 1987 | ф  | Внутрішні вороги                                           | Ennemis intimes                                                   | Баудін                                        |
| 1988 | ф  | Не будіть сплячого поліцейського                           | Ne réveillez pas un flic qui dort                                 | Роже Скатті                                   |
| 1988 | ф  | Здрастуй, страх                                            | Bonjour l'angoisse                                                | Мішо                                          |
| 1988 | ф  | Свята невинність                                           | En toute innocence                                                | Поль                                          |
| 1989 | ф  | Веселе різдво... Хороший рік                               | Buon Natale... Buon anno                                          | Джино                                         |
| 1989 | ф  | Комедія любові                                             | Comédie d'amour                                                   | Paul Léautaud                                 |
| 1990 | ф  | Доктор Петіо                                               | Docteur Petiot                                                    | Docteur Petiot                                |
| 1991 | тф | Вахтер                                                     | L'huissier                                                        | Maître Malicorne                              |
| 1991 | ф  | Стара пані, що входить в море                              | La vieille qui marchait dans la mer                               | Помпіліус                                     |
| 1991 | тф | Елоїз                                                      | Héloïse                                                           | Моріс Мартін, Елоїз                           |
| 1992 | ф  | Стара каналія                                              | Vieille canaille                                                  | Даріус Кон                                    |
| 1992 | тф | Секрет маленького мільярда                                 | Le secret du petit milliard                                       | Арман                                         |
| 1992 | ф  | Готельна резиденція                                        | Room Service                                                      | месье Люк                                     |
| 1992 | ф  | Місто на продаж                                            | Ville à vendre                                                    | Rousselot - le maire de Moussin               |
| 1994 | ф  | Здрастуй                                                   | Bonsoir                                                           | Алекс Понтін                                  |
| 1995 | ф  | Кохання в лугах                                            | Le bonheur est dans le pré                                        | Francis Bergeade                              |
| 1995 | ф  | Неллі та пан Арно                                          | Nelly & Monsieur Arnaud                                           | П'єр Арно                                     |
| 1997 | ф  | Лицедій                                                    | Le comédien                                                       | комік                                         |
| 1997 | ф  | Ставки зроблені                                            | Rien ne va plus                                                   | Віктор                                        |
| 1997 | ф  | Артемізія                                                  | Artemisia                                                         | Orazio Gentileschi                            |
| 1997 | ф  | Убивця(і)                                                  | Assassin(s)                                                       | містер Вагнер                                 |
| 1996 | ф  | Безрозсудний Бомарше                                       | Beaumarchais l'insolent                                           | Луї XV                                        |
| 1998 | ф  | Діти природи                                               | Les enfants du Marais                                             | Pépé la Rainette                              |
| 2000 | ф  | Актори                                                     | Les acteurs                                                       | грає самого себе                              |
| 2000 | ф  | Розпусник                                                  | Le libertin                                                       | Кардинал                                      |
| 2000 | ф  | Світ Марті                                                 | Le monde de Marty                                                 | Antoine Berrant                               |
| 2001 | ф  | Вайонт — безумство людей                                   | Vajont - La diga del disonore                                     | Карло Семенца                                 |
| 2001 | ф  | Дівчина з Парижу                                           | Une hirondelle a fait le printemps                                | Едрієн                                        |
| 2001 | ф  | Бельфегор — привид Лувра                                   | Belphégor - Le fantôme du Louvre                                  | Верлак                                        |
| 2001 | тф |                                                            | Un coeur oublié                                                   | Monsieur de Fontenelle                        |
| 2002 | ф  | 24 години з життя жінки                                    | 24 heures de la vie d'une femme                                   | Луї                                           |
| 2002 | ф  | Метелик                                                    | Le papillon                                                       | Жульєн                                        |
| 2003 | ф  | Проноза                                                    | Le furet                                                          | Anzio                                         |
| 2003 | тф | Справа Домінічі                                            | L'affaire Dominici                                                | Гастон Домінікі                               |
| 2004 | ф  | Вадливий Альбер                                            | Albert est méchant                                                | Альберт Моліно                                |
| 2005 | ф  | Щасливого Різдва                                           | Joyeux Noël                                                       | зброєносець                                   |
| 2005 | ф  | Скандал!                                                   | Grabuge!                                                          | комісар Ланкре                                |
| 2005 | с  | Тисяча фільмів                                             | Cinema mil                                                        | Віктор                                        |
| 2006 | ф  | Доброволець                                                | Le bénévole                                                       | Макс Біргос                                   |
| 2006 | тф | Месье Леон                                                 | Monsieur Léon                                                     | Мосьє Леон                                    |
| 2006 | ф  | Вівальді, принц Венеції                                    | Antonio Vivaldi, un prince à Venise                               | єпископ Венеції                               |
| 2006 | ф  | Діти краю                                                  | Les enfants du pays                                               | Густав                                        |
| 2007 | тф | Скупий                                                     | L'avare                                                           | Гарпагон                                      |
| 2007 | ф  | Насіння смерті                                             | Pars vite et reviens tard                                         | Hervé Decambrais, Hervé Ducouëdic             |

## Нагороди і номінації
| Рік  | Нагорода                                                                     | Категорія                     | Фільм                    | Результат |
| ---- | ---------------------------------------------------------------------------- | ----------------------------- | ------------------------ | --------- |
| 1979 | Премія «Сезар»                                                               | Найкращий актор другого плану | Чужі гроші               | Номінація |
| 1979 | Премія «Сезар»                                                               | Найкращий актор               | Клітка для диваків       | Перемога  |
| 1979 | Давид ді Донателло                                                           | Найкращий іноземний актор     | Клітка для диваків       | Перемога  |
| 1981 | Премія «Сезар»                                                               | Найкращий актор               | Клітка для диваків 2     | Номінація |
| 1982 | Премія «Сезар»                                                               | Найкращий актор               | Під попереднім слідством | Перемога  |
| 1984 | Премія «Сезар»                                                               | Найкращий актор               | Смертельна поїздка       | Номінація |
| 1986 | Премія «Сезар»                                                               | Найкращий актор               | Двічі не помирають       | Номінація |
| 1987 | Премія Мольєра                                                               | Найкращий актор               | Скупий (вистава)         | Номінація |
| 1991 | Премія «Сезар»                                                               | Найкращий актор               | Доктор Петіо             | Номінація |
| 1993 | Премія Мольєра                                                               | Найкращий актор               | Knock (вистава)          | Номінація |
| 1996 | Премія «Люм'єр»                                                              | Найкращий актор               | Неллі та пан Арно        | Перемога  |
| 1996 | Премія «Сезар»                                                               | Найкращий актор               | Неллі та пан Арно        | Перемога  |
| 1998 | Премія «Люм'єр»                                                              | Найкращий актор               | Ставки зроблені          | Перемога  |
| 2006 | Prix du public des palmarès du Festival de la fiction TV de Saint-Tropez     | Найкращий актор               | Мосьє Леон               | Перемога  |
| 2008 | Prix du public des palmarès du Festival de la fiction TV de La Rochelle 2008 | Найкращий актор               | Мосьє Леон               | Перемога  |